# El Jacal, Villa de Allende
El Jacal är en ort i Mexiko.   Den ligger i kommunen Villa de Allende och delstaten Mexiko, i den södra delen av landet, 100 km väster om huvudstaden Mexico City. El Jacal ligger 2 502 meter över havet och antalet invånare är 1 928.
Terrängen runt El Jacal är kuperad åt sydväst, men åt nordost är den platt. El Jacal ligger nere i en dal. Runt El Jacal är det ganska tätbefolkat, med 124 invånare per kvadratkilometer. Närmaste större samhälle är Amanalco de Becerra, 12,4 km sydost om El Jacal. I omgivningarna runt El Jacal växer huvudsakligen savannskog.